# 177 (число)
Вижте пояснителната страница за други значения на 177.
177 (сто седемдесет и седем) е естествено, цяло число, следващо 176 и предхождащо 178.
Сто седемдесет и седем с арабски цифри се записва „177“, а с римски цифри – „CLXXVII“. Числото 177 е съставено от три цифри от позиционните бройни системи – 1 (едно), 7 (седем).

## Общи сведения
- 177 е нечетно число.
- 177-ият ден от годината е 26 юни.
- 177 е година от Новата ера.